# 茎乳突孔動脈
茎乳突孔動脈（けいにゅうとつこうどうみゃく）は、頭頸部の動脈の一つ。後耳介動脈の枝で、茎乳突孔に入り、鼓室、鼓室前庭、乳突蜂巣、三半規管に栄養を供給する。
若年者では、この血管からの枝が顎動脈の枝の前鼓室動脈とともに、血管輪を形成する。これは鼓膜を囲み、鼓膜上に細かい血管を作る。